# Fan de stars
Fan de Stars (d'abord intitulé Fan de jusqu'en 2009) est une émission de télévision française hebdomadaire diffusée du 15 février 1997  au 13 juin 2009 sur M6 et du 10 janvier 2010 au 18 mai 2011 sur W9.

## Historique
Quelques mois avant le lancement de l'émission, M6 avait testé l'engouement du public pour les boys bands, avec la diffusion de l'émission spéciale 24 heures avec Worlds Apart le samedi 12 octobre 1996 à 11h40.

Fan de a été présentée par Séverine Ferrer de 1997 à 2005, par Sandra Lou jusqu'en juin 2007, ou encore par Karine Ferri de septembre 2007 à 2009, jusqu'à son départ du Groupe M6. Karima Charni la remplace jusqu’à la fin de l'émission.

## Concept
Chaque samedi matin, au lancement, Séverine Ferrer fait le tour de l’actualité musicale pour les fans de boys band, chanteurs à la mode et stars internationales. Au sommaire du premier numéro, l’animatrice s’intéresse par exemple à David Charvet, 2 Be 3 et Alliage.
Au fil des mois et saisons, l’univers de Fan de s’élargit au cinéma, à la télévision et aux people. En 2000, l’émission destinée aux jeunes est composée de rubriques récurrentes, à l’instar de l’« interview de Séverine » ou le « Concours ». Les enquêtes (« Les nouveaux provocateurs », « Lorie : une Britney Spears à la française »…) et émissions spéciales (Jennifer Lopez…) font leur apparition. Rencontres et coulisses sont de plus en plus au sommaire.
En septembre 2009, Fan de est composé de reportages, avec également « La Revue de presse », « Le Tops et les flops de la semaine » ou le « GPS Star ».

## Présentatrice
| 1997            | 1998            | 1999            | 2000            | 2001            | 2002            | 2003            | 2004            | 2005            | 2006       | 2007       | 2008         | 2009         | 2010          | 2011          |
| --------------- | --------------- | --------------- | --------------- | --------------- | --------------- | --------------- | --------------- | --------------- | ---------- | ---------- | ------------ | ------------ | ------------- | ------------- |
| Séverine Ferrer | Séverine Ferrer | Séverine Ferrer | Séverine Ferrer | Séverine Ferrer | Séverine Ferrer | Séverine Ferrer | Séverine Ferrer | Séverine Ferrer | Sandra Lou | Sandra Lou | Karine Ferri | Karine Ferri | Karima Charni | Karima Charni |

## Réalisation
- Laurent Bergers

## Jeu de société
Lansay a édité, en 2005, un jeu basé sur l'émission et qui peut se jouer de deux à cinq joueurs à partir de 8 ans.